# Ахмед Нури-эфенди
Шехзаде Ахме́д Нури́-эфе́нди (осман. شہزادہ احمد نوری‎; тур. Ahmed Nuri Efendi; 12 февраля 1878, Йылдыз-сарай, Стамбул — 7 августа 1944, Ницца) — сын султана Абдул-Хамида II от его главной жены Бедрифелек Кадын-эфенди.

## Биография
Ахмед Нури-эфенди родился 12 февраля 1878 года во дворце Йылдыз (Стамбул) в семье султана Абдул-Хамида II и его главной жены Бедрифелек Кадын-эфенди. Кроме Ахмеда Нури в семье был сын Мехмет Селим-эфенди (1870—1937) и дочь Зекие-султан (1871—1950). Помимо них, у Ахмеда Нури было четырнадцать единокровных братьев и сестёр от других браков отца. В 1891 году состоялся хитан, на котором Ахмед Нури был обрезан со своими братьями Мехмедом Абдулкадиром и Мехмед Бурханеддином.
Получил образование в Османском военном колледже, дослужился до звания бригадира кавалерийского полка Императорской армии. После свержения отца в 1909 году вместе со своими родственниками был выселен из дворца Йылдыз и вместе с братом Мехметом Селимом проживал во дворце у сестры Зекие-султан. Позже Ахмед Нури вернулся во дворец Йылдыз, где ему был предоставлен отдельный особняк.
В 1924 году после изгнания из страны членов династии Османов Ахмед Нури-эфенди вместе со своей женой Фахрие Зишан-ханым переехал в Ниццу. В Ницце он прожил последующие 20 лет своей жизни, где скончался 7 августа 1944 года от голода и болезней. Был похоронен на сиротском кладбище; в кармане одежды было найдено письмо, в котором было написано: «Если я умру, не вините никого; потому что я умираю с голоду. Я зарабатывал на жизнь игрой на пианино в кинотеатре. И теперь я не могу найти эту работу. Вы похороните меня как мусульманина».

## Личная жизнь
В 1900 году Ахмед Нури-эфенди женился на Фахрие Зишан-ханым, дочери Черкеса Ильяса Али-бея, кавалерийского офицера. Ахмед Нури встретил её во время посещения школы для девочек «Мектеб-и Тахсил». Этот брак был бездетным и в 1919 году супруги развелись. После того, как Ахмед Нури-эфенди покинул страну, его бывшая жена отправилась с ним в изгнание, где скончалась в Ницце в 1940 году.
Ахмед Нури-эфенди увлекался живописью по стеклу и писал картины.

## Инцидент
В 1905 году во время пятничного приветствия в машину, в которой находился шехзаде Ахмед Нури вместе с отцом, был брошен свёрток. Ахмед Нури подумал, что это бомба, и выскочил из машины, но позже выяснилось, что это был ребёнок-сирота. У шехзаде Ахмеда Нури-эфенди из-за прыжка образовалась грыжа, и ему была произведена операция по её удалению.